# Faro de Ued Lau
El faro de Ued Lau es un faro situado en la ciudad de Ued Lau, región de Tánger-Tetuán-Alhucemas, Marruecos. Está gestionado por la autoridad portuaria y marítima del Ministère de l'équipement, du transport, de la logistique et de l'eau.